# Fabian Schär
Pour les articles homonymes, voir Schär.
Fabian Schär, né le 20 décembre 1991 à Wil en Suisse, est un footballeur international suisse. Il évolue au poste de défenseur central à Newcastle United.

## Carrière

### En club

#### FC Wil (2009-2012)
Né le 20 décembre 1991 à Wil, Fabian Schär fait ses classes dans le club local, jouant dans la première équipe le FC Wil, en Challenge League dès la saison 2009-2010.

#### FC Bâle (2012-2015)
Le 4 juillet 2012, il est transféré au FC Bâle, où il est appelé à remplacer David Ángel Abraham et Genséric Kusunga. D’abord remplaçant, il reçoit sa chance de la part de Murat Yakın pour devenir titulaire aux côtés d’Aleksandar Dragovic. Il est la révélation de la saison au FC Bâle. Le directeur sportif du club bâlois, Georg Heitz, dit de lui que « ce qui m’impressionne le plus, c’est qu’il joue comme un routinier » . En avril et en mai 2013, il participe aux matchs aller et retour de la demi-finale de la Ligue Europa face au Chelsea FC, marquant un but sur penalty lors de la première rencontre.

#### 1899 Hoffenheim (2015-2017)
Le 4 juin 2015, Schär signe un contrat de quatre saisons avec le club d'Hoffenheim 1899. Le montant du transfert est estimé à 5 millions d'euros.
Il inscrit son premier et unique but pour Hoffenheim le 16 avril 2016, lors d'une rencontre de championnat face au Hertha Berlin. Il est titularisé et son équipe l'emporte par deux buts à un ce jour-là.

#### Deportivo La Corogne (2017-2018)
Le 21 juillet 2017, il signe avec le Deportivo La Corogne pour un contrat de quatre ans,,. Il reste dans le club espagnol seulement une saison.

#### Newcastle United (depuis 2018)
Le 26 juillet 2018, il signe à Newcastle United où il signé jusqu'en juin 2022, soit un contrat de 3 ans,,.
Le 19 janvier 2019, Schär se fait remarquer en inscrivant ses deux premiers buts pour Newcastle lors d'un même match, contre Cardiff City, en championnat. Titularisé, il participe à la victoire de son équipe par trois buts à zéro.
Le 29 avril 2022, il est annoncé qu'il a prolongé son contrat de 2 ans, soit jusqu'en 2024,.
Début 2024, il prolonge a nouveau son contrat jusqu'en 2025.
En mars 2025, il remporte son premier titre avec le club et la première du club depuis plus de 50 ans, la Carabao Cup,. Ils remportent le match deux buts à un contre Liverpool FC à Wembley.
Début avril 2025, le club annonce la prolongation de son contrat d'une année supplémentaire, jusqu'à l'été 2026.
Le 16 avril 2025, lors de la victoire cinq buts à zéro contre Crystal Palace, il marque le 4ème but de la tête soit son 20e but au club. Trois jours plus tard, il marque le but du un partout pour les Magpies, de la tête à la 17e, signant son quatrième but de la saison en Premier League.

### Carrière internationale

#### Avec les espoirs
Fabian Schär est un international junior suisse. Il a fait ses débuts avec l’équipe de Suisse des moins de 20 ans le 17 novembre 2011 contre la Pologne. Son premier match avec les espoirs suisses a lieu lors d’un match contre l’Autriche le 22 février 2012.
Il participe avec l’équipe de Suisse olympique lors des Jeux olympiques de 2012. Il participe à deux des trois matchs de son équipe, qui est éliminée après le premier tour.

#### Avec l'équipe première
Le 14 août 2013, au Parc Saint-Jacques de Bâle, il dispute son premier match avec l'équipe de Suisse contre le Brésil, en remplaçant à la mi-temps Philippe Senderos.
Le 6 septembre 2013, en raison du manque de compétition de Johan Djourou, de Timm Klose et de Philippe Senderos, il est titularisé contre l'Islande aux côtes de Steve Von Bergen et marque, sur corner, son premier but international. Après avoir mené 4 à 1, la Suisse finit sur un match nul (4-4).
Quatre jours plus tard, le 10 septembre 2013, Fabian Schär est à nouveau titulaire pour le match contre la Norvège. Il offre la victoire à la Suisse grâce à deux buts de la tête, à la suite de deux coups francs de Gökhan Inler, et permet à son équipe de conforter la première place dans le groupe E.
L'année suivante, il fait partie des 23 joueurs qui sont sélectionnés pour la Coupe du monde 2014 au Brésil. La Nati sera éliminée par l'Argentine future championne de l'édition en huitièmes de finales.
Il est membre de la liste des 23 pour l'Euro 2016 se déroulant en France. Au premier match de poule contre l'Albanie, il marque dans les premières minutes sur corner l'unique but de la rencontre et permet à la Suisse de l'emporter (1-0),.
Il est retenu par le sélectionneur Vladimir Petković dans la liste des 23 joueurs pour participer à la coupe du monde 2018, qui se déroule en Russie. Il est titulaire aux côtés de Manuel Akanji en défense centrale durant la compétition. La Suisse se hisse jusqu'en huitièmes de finale, où elle est battue par la Suède.
Il est retenu par le sélectionneur de la Suisse, Vladimir Petković, dans la liste des 26 joueurs suisses afin de participer à l'Euro 2020.
Le 9 novembre 2022, il est sélectionné par Murat Yakın pour participer à la Coupe du monde 2022.
En juin 2024, il figure dans la liste de 26 joueurs appelés par Murat Yakın pour l'Euro 2024. 
Le 26 août 2024, il annonce prendre sa retraite internationale,.

### Conseil administratif du FC Wil
Il est nommé et entre au conseil d'administration du FC Wil en novembre 2023, il a, en effet, grandi à Wil et y a fait ses débuts en Challenge League en 2009. Il apporte de l'aide et sa connaissance sur les questions sportifs grâce à son expérience dans le milieu du football.

## Statistiques

### En club
| Saison                | Club                  | Championnat           | Championnat | Championnat | Coupe nationale | Coupe nationale | Coupe de la Ligue | Coupe de la Ligue | Compétition(s) continentale(s) | Compétition(s) continentale(s) | Compétition(s) continentale(s) | Total | Total |
| Saison                | Club                  | Division              | M.          | B.          | M.              | B.              | M.                | B.                | Comp.                          | M.                             | B.                             | M.    | B.    |
| 2009-2010             | FC Wil                | Challenge League      | 2           | 0           | -               | -               | -                 | -                 | -                              | -                              | -                              | 2     | 0     |
| 2010-2011             | FC Wil                | Challenge League      | 24          | 4           | 1               | 0               | -                 | -                 | -                              | -                              | -                              | 25    | 4     |
| 2011-2012             | FC Wil                | Challenge League      | 26          | 5           | 3               | 0               | -                 | -                 | -                              | -                              | -                              | 29    | 5     |
| Sous-total            | Sous-total            | Sous-total            | 52          | 9           | 4               | 0               | -                 | -                 | -                              | -                              | -                              | 56    | 9     |
| 2012-2013             | FC Bâle               | Super League          | 21          | 4           | 3               | 0               | -                 | -                 | C1+C3                          | 1+13                           | 0+4                            | 38    | 8     |
| 2013-2014             | FC Bâle               | Super League          | 22          | 4           | 1               | 0               | -                 | -                 | C1+C3                          | 10+2                           | 2+0                            | 35    | 6     |
| 2014-2015             | FC Bâle               | Super League          | 30          | 1           | 4               | 0               | -                 | -                 | C1                             | 7                              | 0                              | 41    | 1     |
| Sous-total            | Sous-total            | Sous-total            | 73          | 9           | 8               | 0               | -                 | -                 | -                              | 33                             | 6                              | 114   | 15    |
| 2015-2016             | TSG 1899 Hoffenheim   | Bundesliga            | 24          | 1           | 1               | 0               | -                 | -                 | -                              | -                              | -                              | 25    | 1     |
| 2016-2017             | TSG 1899 Hoffenheim   | Bundesliga            | 6           | 0           | 1               | 0               | -                 | -                 | -                              | -                              | -                              | 7     | 0     |
| Sous-total            | Sous-total            | Sous-total            | 30          | 1           | 2               | 0               | -                 | -                 | -                              | -                              | -                              | 32    | 1     |
| 2017-2018             | Deportivo La Corogne  | Liga                  | 25          | 2           | 2               | 0               | -                 | -                 | -                              | -                              | -                              | 27    | 2     |
| 2018-2019             | Newcastle United      | Premier League        | 24          | 4           | 3               | 0               | 1                 | 0                 | -                              | -                              | -                              | 28    | 4     |
| 2019-2020             | Newcastle United      | Premier League        | 22          | 2           | 4               | 0               | 1                 | 0                 | -                              | -                              | -                              | 27    | 2     |
| 2020-2021             | Newcastle United      | Premier League        | 18          | 1           | -               | -               | 1                 | 0                 | -                              | -                              | -                              | 19    | 1     |
| 2021-2022             | Newcastle United      | Premier League        | 25          | 2           | 1               | 0               | -                 | -                 | -                              | -                              | -                              | 26    | 2     |
| 2022-2023             | Newcastle United      | Premier League        | 36          | 1           | -               | -               | 5                 | 0                 | -                              | -                              | -                              | 41    | 1     |
| 2023-2024             | Newcastle United      | Premier League        | 36          | 4           | 4               | 0               | 1                 | 0                 | C1                             | 6                              | 1                              | 47    | 5     |
| 2024-2025             | Newcastle United      | Premier League        | 34          | 4           | 3               | 0               | 5                 | 2                 | -                              | -                              | -                              | 42    | 6     |
| 2025-2026             | Newcastle United      | Premier League        | 1           | 0           | -               | -               | -                 | -                 | -                              | -                              | -                              | 1     | 0     |
| Sous-total            | Sous-total            | Sous-total            | 196         | 18          | 15              | 0               | 14                | 2                 | -                              | 6                              | 1                              | 231   | 21    |
| Total sur la carrière | Total sur la carrière | Total sur la carrière | 376         | 39          | 31              | 0               | 14                | 2                 | -                              | 39                             | 7                              | 460   | 48    |

### En sélection nationale
| Saison                | Sélection             | Phases finales              | Phases finales | Phases finales | Phases finales | Éliminatoires | Éliminatoires | Éliminatoires | Ligue des nations | Ligue des nations | Ligue des nations | Matchs amicaux | Matchs amicaux | Matchs amicaux | Total | Total | Total |
| Saison                | Sélection             | Compétition                 | M              | B              | Pd             | M             | B             | Pd            | M                 | B                 | Pd                | M              | B              | Pd             | M     | B     | Pd    |
| --------------------- | --------------------- | --------------------------- | -------------- | -------------- | -------------- | ------------- | ------------- | ------------- | ----------------- | ----------------- | ----------------- | -------------- | -------------- | -------------- | ----- | ----- | ----- |
| 2013-2014             | Suisse                | Coupe du monde 2014         | 2              | 0              | 0              | 3             | 3             | 0             | -                 | -                 | -                 | 3              | 0              | 0              | 8     | 3     | 0     |
| 2014-2015             | Suisse                | -                           | -              | -              | -              | 3             | 2             | 1             | -                 | -                 | -                 | 2              | 0              | 0              | 5     | 2     | 1     |
| 2015-2016             | Suisse                | Euro 2016                   | 4              | 1              | 0              | 3             | 0             | 2             | -                 | -                 | -                 | 4              | 0              | 0              | 11    | 1     | 2     |
| 2016-2017             | Suisse                | -                           | -              | -              | -              | 5             | 1             | 0             | -                 | -                 | -                 | -              | -              | -              | 5     | 1     | 0     |
| 2017-2018             | Suisse                | Coupe du monde 2018         | 3              | 0              | 0              | 6             | 0             | 0             | -                 | -                 | -                 | 4              | 0              | 0              | 13    | 0     | 0     |
| 2018-2019             | Suisse                | Ligue des nations 2018-2019 | 2              | 0              | 0              | 1             | 0             | 0             | 3                 | 0                 | 2                 | 2              | 0              | 0              | 8     | 0     | 2     |
| 2019-2020             | Suisse                | -                           | -              | -              | -              | 4             | 1             | 1             | -                 | -                 | -                 | -              | -              | -              | 4     | 1     | 1     |
| 2020-2021             | Suisse                | Euro 2020                   | 4              | 0              | 0              | -             | -             | -             | 2                 | 0                 | 0                 | 4              | 0              | 0              | 10    | 0     | 0     |
| 2021-2022             | Suisse                | -                           | -              | -              | -              | 4             | 0             | 2             | 2                 | 0                 | 0                 | 1              | 0              | 0              | 7     | 0     | 2     |
| 2022-2023             | Suisse                | Coupe du monde 2022         | 2              | 0              | 0              | 1             | 0             | 0             | 1                 | 0                 | 0                 | 1              | 0              | 0              | 5     | 0     | 0     |
| 2023-2024             | Suisse                | Euro 2024                   | 5              | 0              | 0              | 2             | 0             | 0             | -                 | -                 | -                 | 3              | 0              | 0              | 10    | 0     | 0     |
| Total sur la carrière | Total sur la carrière | Total sur la carrière       | 22             | 1              | 0              | 32            | 7             | 6             | 8                 | 0                 | 2                 | 24             | 0              | 0              | 86    | 8     | 8     |

### Listes des buts en sélection nationale
|    | Date              | Lieu                                          | Adversaire           | Score | Résultat | Compétition                       |
| 1. | 6 septembre 2013  | Stade de Suisse, Berne (Suisse)               | Islande              | 2–1   | 4–4      | Qualification Coupe du monde 2014 |
| 2. | 10 septembre 2013 | Ullevaal Stadion, Oslo (Norvège)              | Norvège              | 1–0   | 2–0      | Qualification Coupe du monde 2014 |
| 3. | 10 septembre 2013 | Ullevaal Stadion, Oslo (Norvège)              | Norvège              | 2–0   | 2–0      | Qualification Coupe du monde 2014 |
| 4. | 15 novembre 2014  | AFG Arena, Saint-Gall (Suisse)                | Lituanie             | 2–0   | 4–0      | Qualification Euro 2016           |
| 5. | 27 mars 2015      | Swissporarena, Lucerne (Suisse)               | Estonie              | 1–0   | 3–0      | Qualification Euro 2016           |
| 6. | 11 juin 2016      | Bollaert, Lens (France)                       | Albanie              | 1–0   | 1–0      | Euro 2016                         |
| 7. | 10 octobre 2016   | Estadi Nacional, Andorre-la-Vieille (Andorre) | Andorre              | 1–0   | 2–1      | Qualification Coupe du monde 2018 |
| 8. | 5 septembre 2019  | Aviva Stadium, Dublin (Irlande)               | République d'Irlande | 1–0   | 1–1      | Qualification Euro 2020           |

## Palmarès

### En club
FC Bâle
- Championnat de Suisse : 2013, 2014 et 2015.
- Finaliste de la Coupe de Suisse : 2013 et 2015.

Newcastle United
- Vainqueur de la Coupe de la Ligue en 2025.
- Finaliste de la Coupe de la Ligue en 2023.

### Distinctions personnelles
2013
- Lauréat des Swiss Football Awards : élu Rookie of the Year[38].